# Uxeau
Uxeau este o comună în departamentul Saône-et-Loire, Franța. În 2009 avea o populație de 516 de locuitori.

## Evoluția populației
| An        | 1975 | 1982 | 1990 | 1999 | 2006 | 2009 |
| --------- | ---- | ---- | ---- | ---- | ---- | ---- |
| Populație | 655  | 693  | 686  | 574  | 534  | 516  |